# Yumi Uchiyama
Yumi Uchiyama (jap. 内山 夕実 Uchiyama Yumi; ur. 30 października 1987 w Tokio) – japońska seiyū, pracująca dla agencji Office Osawa.

## Filmografia

### Seriale anime
2011
- A-Channel – Nagisa Tennōji[3]
- Ao no Exorcist – Kashino[3]
- Kimi to boku – Junko[3]
- Ro-Kyu-Bu! – Kikuchi[3]
- Shinryaku!? Ika Musume – Tomomi Mochizuki[3]
- Usagi Drop – Kazumi Kawachi[3]

2012
- Hagure yūsha no estetica – Walkiria (odc. 1)
- Bakuman. 3 – Hitomi Shiratori
- Baku Tech! Bakugan – Jinza[3]
- Binbō-gami ga! – Momiji[3]
- Hyōka – Sawai (odc. 16); Noriko Shimizu (odc. 13)
- Kimi to boku 2 – Kaname Tsukahara (dziecko)
- Kuromajo-san ga toru!! – An Sakurada[3]
- Saki Achiga-hen episode of Side-A – Arata Sagimori[3]
- Suki tte ii na yo – Aiko Mutō[3]
- Sakura-sō no Pet na kanojo – Yayoi Honjō[4]

2013
- Daiya no Ace – Rei Takashima[3]
- Aiura – Sumiko Yamashita[3]
- Aoki hagane no Arpeggio – Kirishima[3]
- Doki Doki! PreCure – Daybi[3]
- Genshiken nidaime – Mirei Yajima[3]
- Kin-iro Mosaic – Yoko Inokuma[3]
- Kotoura-san – Hajime, matka Hiyori[3]
- Hataraku maō-sama! – Mayumi Kisaki[3]
- Dansai bunri no Crime Edge – Houko Byouinzaka[3]
- Walkure Romanze – Emma[3]
- Senyu – Ares[3]

2014
- Gokukoku no Brynhildr – Hatsuna Wakabayashi[5]
- Buddy Complex – Margaret O'Keefe[3]
- Buddy Complex kanketsu-hen: ano sora ni kaeru mirai de – Margaret O'Keefe
- Cross Ange: tenshi to ryū no Rondo – matka Sayli
- Girlfriend (kari) – Otome Kayashima (odc. 5)
- Ryūgajō Nanana no maizōkin – Shiki Maboro[3]
- Nisekoi – Ruri Miyamoto[6]
- Akuma no riddle – Mako Azuma[3]
- Sabagebu! – Miou Ootori[3]
- Strike the Blood – Yuuma Tokoyogi[3]
- Mahōka kōkō no rettōsei – Erika Chiba[3]
- Toaru hikūshi e no koiuta – Sonia Palez[3]
- Yūki Yūna wa yūsha de aru – Fū Inubōzaki[3]

2015
- Lance N’ Masques – Nori Hizuki[7]
- Junketsu no Maria – Edwina
- Kidō Senshi Gundam: Tekketsu no Orphans – Fumitan Admoss
- Nisekoi: – Ruri Miyamoto
- Hello!! Kin-iro Mosaic – Yoko Inokuma[8]
- Magical Girl Lyrical Nanoha ViVid – Harry Tribeca[3]
- Overlord – Mare Bello Fiore[9]
- The Asterisk War – Irene Urzaiz[10]
- Arslan senki – Etoile[3]
- Denpa kyōshi – Yukino Kuribayashi

2016
- Bakuon!! – Onsa Amano[11]
- Beztroskie dni – Mari Tsutsui[12]
- Re: Zero – Puck[13]
- Saijaku muhai no Bahamut – Shalice Balshift
- Mahō shōjo ikusei keikaku – Top Speed[14]
- Digimon Universe: Appli Monsters – Haru Shinkai[15]
- Servamp – Ophelia
- Tsukiuta. The Animation – Yuki Wakaba[16]
- Kyōkai no Rinne – Kuromitsu

2017
- Kabukibu! – Maruko Janome[17]
- Gekijōban mahōka kōkō no rettōsei: hoshi o yobu shōjo – Erika Chiba[18]
- Battle Girl High School – Anko Tsubuzaki[19]
- Hōseki no kuni – Rutyl[20]
- Yūki yūna wa yūsha de aru: washio sumi no shō – Fū Inubōzaki
- Schoolgirl Strikers: Animation Channel – Itsumi Natsume

2018
- Bakutsuri Bar Hunter – Potepen[21]
- Toji no miko – Maki Shidō[22]
- Sin: Nanatsu no taizai – Michael[23]
- Slow Start – Hajime Nishimura
- Overlord II – Mare Bello Fiore
- Overlord III – Mare Bello Fiore

2019
- Pastel Memories – Irina Leskova[24]
- Bermuda Triangle: Colorful Pastrale – Chante
- Kakegurui XX – Miyo Inbami[25]
- Bakugan: Battle Planet – Shun Kazami
- Isekai Quartet – Puck, Mare Bello Fiore
- Granbelm – Sasha
- Fate/Grand Order: zettai majū sensen Babylonia – Siduri[26]
- Val × Love – Ichika Saotome
- Fire Force – Arrow

2020
- Fire Force sezon 2 – Arrow
- Bakugan: Armored Alliance – Shun Kazami
- Re: Zero sezon 2 – Puck
- Majo no tabitabi – Estelle[27]

2021
- Hataraku saibō Black – Biała krwinka (Leukocyt)[28]
- Mushoku Tensei – Rudeus Greyrat[29]
- Sayonara watashi no Cramer – Rei Kutani
- Vivy: Fluorite Eye’s Song – Elizabeth[30]
- Tokyo Revengers – Emma Sano
- Yūki Yūna wa yūsha de aru: dai mankai no shō – Fū Inubōzaki

2022
- Yūsha, yamemasu – Melnes[31]
- Kunoichi Tsubaki no mune no uchi – Hana[32]
- Hataraku maō-sama!! – Mayumi Kisaki[33]
- Overlord IV – Mare Bello Fiore
- Bleach: Sennen Kessen-hen – Candice Catnipp[34]

2023
- Śnieżny chłopak i cool dziewczyna – Komori[35]
- Mō ippon! – Shino Natsume[36]
- Moja gwiazda – Aqua (dziecko)[37]

### OVA
- A Channel + smile (2012) – Nagisa Tennōji
- Arata-naru sekai (2012) – Itsushiya
- Nogizaka Haruka no himitsu: Finale (2012) – Setsugetsuka Tennōji
- Nisekoi (2014, 2015) – Ruri Miyamoto
- Onna no sono no Hoshi (2022) – Haruko Kagawa[38]

### ONA
- Gakumon! Ōkami shōjo wa kujikenai (2014) – Shushu
- Kengan Ashura (2019) – Kaede Akiyama

### Gry wideo
- Fantasista Doll Girls Royale (2013) – Ukiwa
- schoolgirl strikers (2014) – Itsumi Natsume
- Dragon Ball Xenoverse (2015) – Time Patroller
- Battle Girl High School (2015) – Tsubuzaki Anko
- Persona 5 (2016) – Ichiko Ohya
- Girls und Panzer: Great Tankery Operation! (2016) – Shizuka Tsuruki
- Granblue Fantasy (2016) – Canna
- Azur Lane (2017) – USS Oklahoma, USS Nevada, KMS Graf Zeppelin
- Yūki yūna wa yūsha de aru: Hanayui no kirameki (2017) – Fū Inubōzaki
- Girls’ Frontline (2018) – OTs-12, AAT-52
- Dragalia Lost (2018) – Cleo
- Arknights (2019) – Akafuyu
- Bleach: Brave Souls (2020) – Candice Catnipp
- Sonic the Hedgehog (2021) – Tangle the Lemur

### Dubbing
- Wrobiony – Amy Logan (Liana Liberato)[39]
- Oddział – Zoey (Laura-Leigh)[40]